# Mikałajeuka (rejon mohylewski)
Mikałajeuka (biał. Мікалаеўка; ros. Николаевка) – wieś na Białorusi, w obwodzie mohylewskim, w rejonie mohylewskim, w sielsowiecie Siemukaczy.